# Око (Властелин колец: Кольца власти)
«Око» (англ. The Eye) — седьмой эпизод американского фантастического телесериала «Властелин колец: Кольца власти», снятый режиссёром Шарлоттой Брендстрём по сценарию Джейсона Кэхилла. Его премьера состоялась 7 октября 2022 года.

## Сюжет
Действие эпизода, как и предыдущих, происходит во Вторую эпоху легендариума Дж. Р. Р. Толкина. Параллельно разворачивается несколько сюжетных линий, связанных с эльфами, хоббитами-мохноногами и людьми, живущими в Южных землях.
Галадриэль приходит в себя после извержения вулкана. Вся земля выжжена, деревья погибли, орки теперь могут ходить днём, не боясь солнечных лучей. Элендил находит среди выживших ослепшую Мириэль, Исильдур пропал без вести. Перед отплытием домой Мириэль обещает Галадриэль военную поддержку нуменорцев. Та отправляется в Эрегион и берёт с собой раненного Халбранда, так как помочь ему может только эльфийская медицина. Тео, Бронвин и Арондир намерены отправиться в город Паларгир, основанный когда-то нуменорскими колонистами.
Мохноноги приходят в дубраву и обнаруживают, что все фруктовые деревья погибли во время извержения, Незнакомец пробует оживить большую яблоню, но она ломается. Никто не замечает, что на сломанном стволе вырастает цветок. Незнакомец уходит, вскоре после этого погибшие деревья оживают, и мохноноги собирают богатый урожай. В посёлок приходят маги, разыскивающие Незнакомца. Они сжигают повозки мохноногов, те отправляются предупредить Незнакомца.
Элронд предлагает отцу Дурина в обмен на митриль в течение 500 лет снабжать гномов дичью, зерном и деревом из старейших лесов Элеодора, но тот отказывается и предостерегает сына от помощи эльфам, так как боится печальных последствий для гномов. Дурин и Элронд продолжают поиски митриля и находят жилу, ведущую глубоко в разлом горы. Король гномов, выследив их, приказывает заложить жилу и отправляет эльфа под стражу, а Дурина обвиняет в предательстве. Он бросает листок с эльфийского дерева в пролом с митрилем, и тот пробуждает Балрога.

## Премьера и оценки
Премьерный показ седьмого эпизода состоялся 7 октября 2022 года. Рецензенты отмечали, что в этой серии действие снова резко замедлилось после убыстрения в «Удуне». На сайте-агрегаторе отзывов Rotten Tomatoes «Око» получило рейтинг 83 % при средней оценке 7,6 из 10.